# 日全食

1999年8月11日法國日全蝕

日全食，是四種日食中的其中一種，當太陽光球完全被月亮遮住，原本明亮的太陽圓盤被黑色的月球陰影遮蓋。然而，也只有在日全食發生時才可能用肉眼觀測到模糊的日冕。日全食只在月球位於近地點時發生，此時月球的本影錐長度較月地之間距離長，本影錐才能掃到地球表面。由於太陽的實際體積比月球大很多，所以日全食通常只能在地球上一塊非常小的區域見到，因為月亮的本影對太陽來說只是一個小點（在全食區之外，所見的食相是偏食）。最近一次日全食發生於2021年12月4日，下一次的日全蝕將發生於2026年8月12日。日全蝕的特別之處，就是會出現鑽石環以及倍里珠。
有時日全食會和日環食一同發生，這情況名為全環蝕。
根據天文學家的分析，一個地區要看一次日全蝕平均相隔約400年，另於1900年至2100年全球將會出現共139次的日全食。

## 日全食的階段
日全食的全過程包括五大階段：	 
1. 初虧：因月球自西向東繞地球公轉，當月球東沿相切於太陽西沿，日食正式開始，太陽開始出現虧損。
2. 食既：月球繼續向東運行，當東沿相切於太陽東沿時，太陽完全被月球遮擋，光線完全被吞食，稱為食既。日全食開始。
3. 食甚：當月球東移至中心與太陽中心重合的位置，日全食達到極點，稱為食甚。
4. 生光：月球繼續東移，當西沿相切於太陽西沿，太陽即將露出，光芒即將重現，稱為生光。日全食結束。
5. 復圆：生光後月球遮擋太陽越來越少，當月球西沿相切於太陽東沿，太陽圓盤形狀完全恢復，整個日食過程結束。

部份地區有時因日出或日落無法觀看整個日食過程（即日食沒結束），這些地方稱為日出帶食及日落帶食。

## 人類對日全食的關注
由於日全食是一個十分難得一見的天文現象，故當日食發生時，日食帶的地區都會吸引很多人前來觀賞日全食，特別是天文愛好者，而日食帶的地區於日食期間酒店房間經常都會爆滿。

### 研究
日全食（全環食包含在此）的研究價值遠高於其他幾種日食，因為這兩種日食能完全掩蓋光球的強光，观测日全食時，人们能直視色球層和日冕等太陽大氣，故观测日全食是天文学家研究太阳大氣的大好时机。
日食的计算涉及到太阳和月亮运动的準確性，因此古代许多天文学家用它来验证自己的历法。1969年还有人利用公元2年以前的25次日食记录来计算地球自转速率的长期变化。另在日月食中也發現了沙羅周期以及默冬章。

### 祭典儀式

#### 中華文化圈
中華文化乃上下五千年，昔時古中國因無科學之引入，使認日食乃天狗所致。明初洪武年間制該禮，是謂日月食救護禮。其初始於周，明清再定之祭。

## 最後的日全食
日全食現象並不是永久的，因為偶然情況下組合的軌道環境，才讓地球上得以看見日食，甚至可以說，今天人類在地球上熟習的日食型式看似是不易變動的天文現象，也只是暫時的現象（雖然是所謂的「暫時」，但對人類而言仍舊長達數億年，這裏指的是宇宙尺度的暫時）。在遙遠的古代，月球太靠近地球，以致只有如現今的日全食存在（沒有日環食）。而由於潮汐加速，月球環繞地球的軌道以每年增加3.8公分的速率遠離地球。估計在6億年之後，地球和月球的距離會增加23,500公里，達到40萬公里的軌道上，比現今約38萬公里的軌道略高，這意味著，即使月球在近地點，地球在遠日點，月球仍不能完全遮蓋掉太陽的盤面。因此，將會因為月球離地球太遠而不再發生日全食。
一個複雜的因素使太陽在這段期間增加其大小，這樣更導致月球不能完全遮蔽太陽的盤面引發日全食。

## 影響
當發生日全食的時候，食甚期間天色突然變黑，影響人類的生活。

## 日全食特別之處
以下所介紹的日全食特別之處，均只在日全食（全環食包含在此）期間發生，並且只能在全食帶觀看。

### 倍里珠

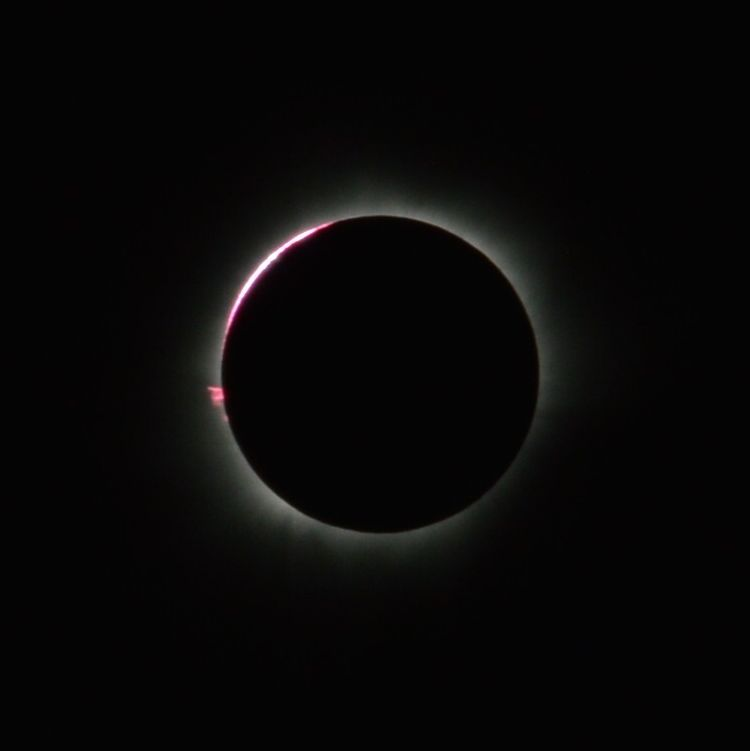
2016年3月印尼巴厘巴板的日全食，圖中左上方的亮點就是倍里珠

倍里珠出現於食既和生光的時間，是由於月球邊緣高低不平，遮擋部分陽光所引致，倍里珠是日全食中最珍貴的其中一幕，故這也是天文攝影愛好者在日全食期間最重要要攝影的地方。

### 鑽石環

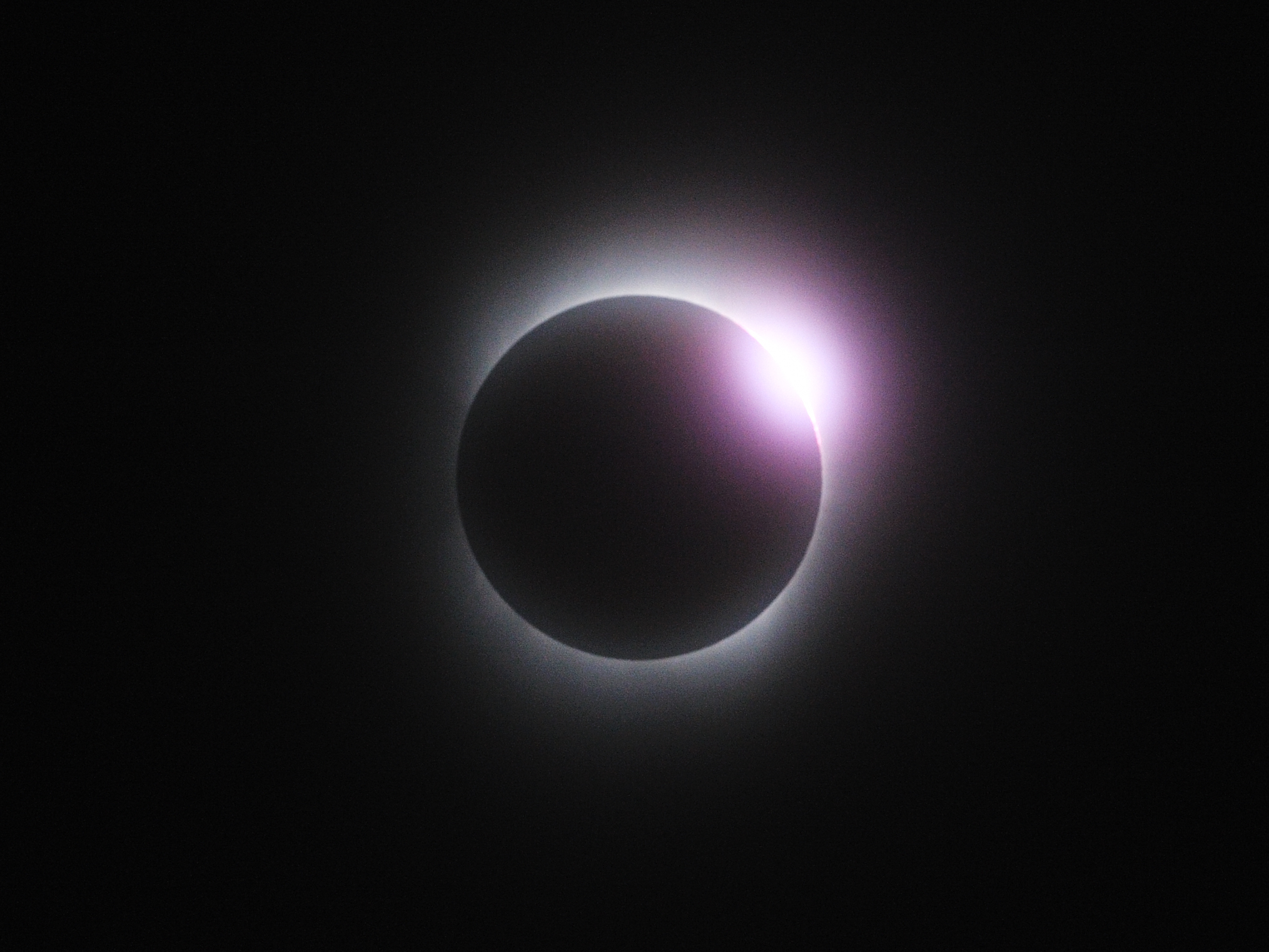
2009年7月日本喜界島的日全食，圖中可見到鑽石環

當圍繞着月球剪影的明亮圓環中只留下唯一的一顆倍里珠時，便會透射出如鑽石般的光芒，一般觀賞者都會稱之為鑽石環。

## 日全食之最
下表列出於1900年至2100年最長和最短的日全食。
| 最長          | 食甚持續時間 | 最短          | 食甚持續時間 |
| ------------- | ------------ | ------------- | ------------ |
| 1955年6月20日 | 7分8秒       | 1968年9月22日 | 39.6秒       |
| 資料來源：    |              |               |              |

## 資料來源
1. ↑  . 臺南市南瀛天文館.[]
2. ↑  .   [2010-01-26]. （原始内容存档于2010-02-06）.
3. ↑  .   [2010-01-26]. （原始内容存档于2009-06-11）.
4. ↑  .   [2010-01-26]. （原始内容存档于2009-07-18）.
5. ↑  王斌威.  (PDF). 科博館訊.   [2020-08-04]. （原始内容存档 (PDF)于2021-08-05）.
6. ↑  胡中为. . 上海科学技术出版社. 2008. ISBN 978-7532394456.
7. ↑  . 看点新闻. 2021-11-20  [2023-10-26]. （原始内容存档于2023-10-26） （中文（简体））.
8. ↑  . Fourmilab.ch.   [2010-03-07]. （原始内容存档于2013-12-08）.
9. ↑  Baily, Francis. . Monthly Notices of the Royal Astronomical Society, Vol. 4, p.15.   [2020-08-04]. Bibcode:1836MNRAS...4...15B. （原始内容存档于2018-10-27）.
10. ↑  Littmann, Mark; Willcox, Ken; Espenak, Fred. . Oxford University Press. 1999: 65–66. ISBN 0-19-513179-7.
11. ↑  O. Staiger. .   [2020-08-04]. （原始内容存档于2017-12-17）.
12. ↑  陳文屏. . 大地地理雜誌. 1996  [2020-08-04]. （原始内容存档于2020-11-26）.
13. ↑  香港天文台; 美國太空總署戈達德空間飛行中心. . 2009-10-02  [2010-01-25]. （原始内容存档于2011-12-09）.

## 參看
- 日食
- 21世紀日食列表
- 20世紀日食列表
- 食分
- 倍里珠
- 天再旦
- 沙羅周期
- 默冬章
- 張衡